# 北西部軍 (南軍)
南北戦争中の南軍北西部軍（Army of the Northwest）は、戦争初期に存在した軍で、後に北バージニア軍に統合された。

## 歴史
1861年6月8日、バージニア州北西部（現在のウェストバージニア州）で活動していた部隊は統合され、「北西部軍」の名称が与えられた。初代の軍司令官にはロバート・ガーネット（Robert S. Garnett ）准将が任命された。隷下の部隊は、1861年の初夏に北軍ジョージ・マクレラン少将のオハイオ軍管区の部隊と幾つかの大小の戦闘を行った。北西部軍は7月11日のリッチ山の戦い（Battle of Rich Mountain）で敗北し、追撃してきた北軍部隊の間に発生した7月13日のコリックスフォードの戦い（Battle of Corrick's Ford）で、ガーネットは戦死した。
ガーネットの死後、ヘンリー・ジャクソン（Henry R. Jackson）准将が短期間軍司令官を務め、7月20日にウィリアム・ロリング（William W. Loring）准将がこれに代わった。11月にロリングは北西部軍の3個旅団を「師団」として（名称は北西部軍のまま）、ストーンウォール・ジャクソンが率いるジャクソン旅団と共にロムニー遠征（Romney Expedition）に参加した。1862年2月9日、北西部軍は北バージニア軍に吸収・統合された。しかしながら、エドワード・ジョンソン准将が率いてシェナンドー渓谷北部で活動した小規模な部隊（6個連隊）が「北西部軍」として知られるようになった。後にキャンプ・アレギニーの戦い（Battle of Camp Allegheny）に参加したことから、「アレギニー軍」とも呼ばれた。ジョンソンはこの戦いから、アレギニー・ジョンソンのあだ名で呼ばれることとなった。

## リッチ山の戦いの戦闘序列
| 軍                                | 旅団                                          | 連隊・その他                                           |
| --------------------------------- | --------------------------------------------- | ------------------------------------------------------ |
| 北西部軍 ロバート・ガーネット准将 | ローレルヒル旅団 ロバート・ガーネット准将直率 | - 4個歩兵連隊・1個歩兵大隊 - 2個騎兵大隊 - 1個野砲連隊 |
| 北西部軍 ロバート・ガーネット准将 | リッチ山旅団 John Pegram准将                  | - 3個歩兵連隊 - 1個騎兵中隊 - 1個野砲中隊              |

## 参考資料
- Boatner, Mark Mayo, III. The Civil War Dictionary. New York: McKay, 1959; revised 1988. ISBN 0-8129-1726-X.